# Mass Effect: Odwet
Mass Effect: Odwet – powieść fantastycznonaukowa, której autorem jest Drew Karpyshyn. Wydana została 27 lipca 2010 r. przez wydawnictwo Del Rey Books, jest trzecią powieścią osadzoną w uniwersum Mass Effect. W Polsce wydana została przez Fabrykę Słów w lutym 2011 roku. Książka rozpoczyna się krótko po zakończeniu gry Mass Effect 2. Akcja powieści opowiada o Człowieku Iluzji, który pozyskując dane o Żniwiarzach, postanawia dowiedzieć się o nich więcej. W tym celu zamierza wszczepić ich technologię w ciało Paula Graysona.